# Brenda Taylorová (veslařka)
Brenda Taylorová, nepřechýleně Brenda Taylor (* 28. října 1968, Nanaimo, Kanada) je bývalá kanadská veslařka. Na olympijských hrách 1992 v Barceloně získala dvě zlaté medaile. Byla členkou vítězných posádek osmy a čtyřky bez kormidelnice. Podobného úspěchu dosáhla na MS 1991, kde též získala zlaté medaile na osmě a na čtyřce bez kormidelnice.